# Mark Latham

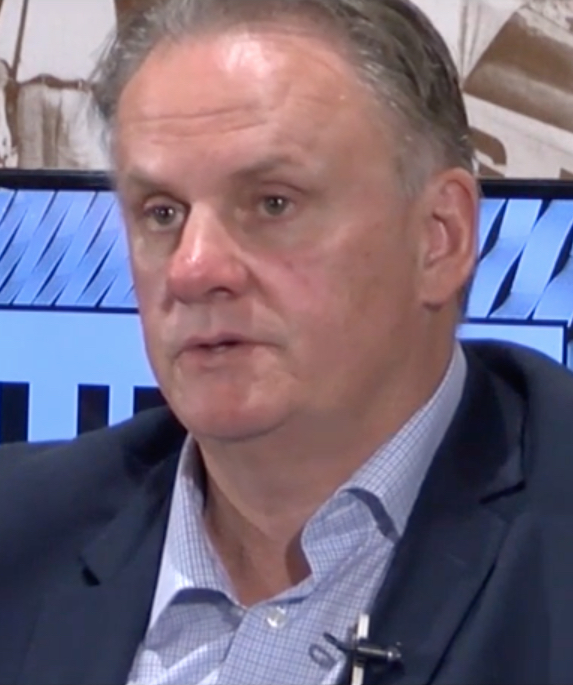
Mark Latham (2018)

Mark William Latham (* 28. Februar 1961) ist ein australischer Politiker und war von 2003 bis 2005 Vorsitzender der Australian Labor Party.
Latham wuchs in Green Valley nahe Liverpool, NSW auf. 1982 schloss er sein Studium an der Universität Sydney ab. 
Vor seiner Karriere als Parlamentarier war Latham 1987 bis 1994 Mitglied des Liverpool Council und hatte in dieser Zeit 1991 bis 1994 das Amt des Bürgermeisters inne.
1994 in das australische Repräsentantenhaus gewählt, konnte er sein Mandat 1996, 1998 sowie 2001 verteidigen. Am 2. Dezember 2003 wurde Latham zum Vorsitzenden der Australian Labor Party gewählt und löste damit Simon Crean ab. Dieses Amt hatte er bis zu seinem Rücktritt am 18. Januar 2005 inne. Da Latham auch sein Mandat für seinen Sitz im australischen Repräsentantenhaus niederlegt hatte, rückte Chris Hayes auf seinen dortigen Sitz nach. Hayes hatte zuvor die Nachwahlen im März 2005 für sich entscheiden können. Neuer Parteivorsitzender der Australian Labor Party wurde Kim Beazley.